# L'improvvisazione di Versailles
L'improvvisazione di Versailles (L'Impromptu de Versailles) è un'opera teatrale di Molière.
Fu suggerita a Molière dallo stesso Luigi XIV, che si divertiva con l'antagonismo esistente tra i commedianti dell'Hôtel de Bourgogne e la sua compagnia. Da questo suggerimento ne uscì la presente commedia (se commedia si può chiamare; il critico Faguet la definì, forse a ragione, "una crisi di nervi di Molière"). L'improvvisazione di Versailles fu rappresentata di fronte al re il 14 ottobre 1663, e a Parigi per il pubblico nel novembre dello stesso anno.
Il grande autore seppe, in questa veloce rappresentazione, punire con poche parole l'implacabile Edmé Boursault, il critico che, vent'anni dopo, avrebbe scritto la divertente commedia del Mercurio Galante, nella quale creò gli ineguagliabili personaggi del soldato La Bissole e del procuratore Sanguissuga.
Ma, sebbene vi sia mancanza d'intreccio e di ciò che manca per renderla una commedia vera e propria, quest'opera ha una certa originalità dal punto di vista dell'arte e rappresenta uno studio meritevole di attenzione, che ci mostra quanto Molière curasse il gioco scenico, e come intendesse la dizione, il gesto, le attitudini, e la combinazione dell'ensemble di teatro. 